# Peter Jan Schellens
Peter Johannes Maria Cornelis (Peter Jan) Schellens (1949) is een Nederlands neerlandicus en hoogleraar taalbeheersing aan de Radboud Universiteit Nijmegen. Naast de Amsterdamse neerlandici Rob Grootendorst en Frans van Eemeren wordt hij gerekend tot de invloedrijkste argumentatietheoretici in Nederland.
Schellens groeide op in Breda waar hij het Onze Lieve Vrouwelyceum volgde. Vervolgens studeerde hij af in Nederlands en algemene taalwetenschap aan de Universiteit van Utrecht. In 1985 promoveerde hij hier ook op het proefschrift "Redelijke argumenten. Een onderzoek naar normen voor kritische lezers". 
Na zijn afstuderen was Schellens gaan werken als wetenschappelijk medewerker bij de vakgroep Taalbeheersing in Utrecht. Vanaf 1986 was hij hoogleraar Toegepaste Taalkunde aan de Universiteit Twente, waarbij hij begon met de inaugurele rede "Taalwetenschap en de taal van de wetenschap". In opdracht van de rijksvoorlichtingsdienst schreef hij in die tijd een reeks brochures over maatschappelijke en methodologische kwesties. Sinds 2004 is hij hoogleraar taalbeheersing aan de Radboud Universiteit
Schellens heeft onderzoek gedaan naar argumentatietheorie met thema's als argumentatieschema's, tekstontwerp en communicatiekundig ontwerp. Tegenwoordig ligt zijn onderzoek op de gebieden van methoden voor tekst- en webevaluatie en  retorisch en argumentatief taalgebruik in overtuigende teksten.

## Publicaties
- 1972. Over overtuigen: een oriëntatie in de persuasieve communicatie. Met Willem Drop en J. Kuitenbrouwer. Groningen: Wolters-Noordhoff.
- 1985. Redelijke argumenten : een onderzoek naar normen voor kritische lezers. Proefschrift Utrecht. Dordrecht : ICG Printing.
- 1988. Argument en tegenargument : een inleiding in de analyse en beoordeling van betogende teksten. Met Gerard Verhoeven, Paul van den Hoven en Anne Rube. Leiden : Nijhoff
- 2000. Communicatiekundig ontwerpen : methoden, perspectieven en toepassingen. Met Rob Klaassen en Sjoerd de Vries (red.). Assen : Van Gorcum
- 2008. Tekstanalyse. Methoden en toepassingen. Met Michaël Steehouder (red.). Assen 2008: Van Gorcum.